# Liste von Bergen und Erhebungen im Tschad

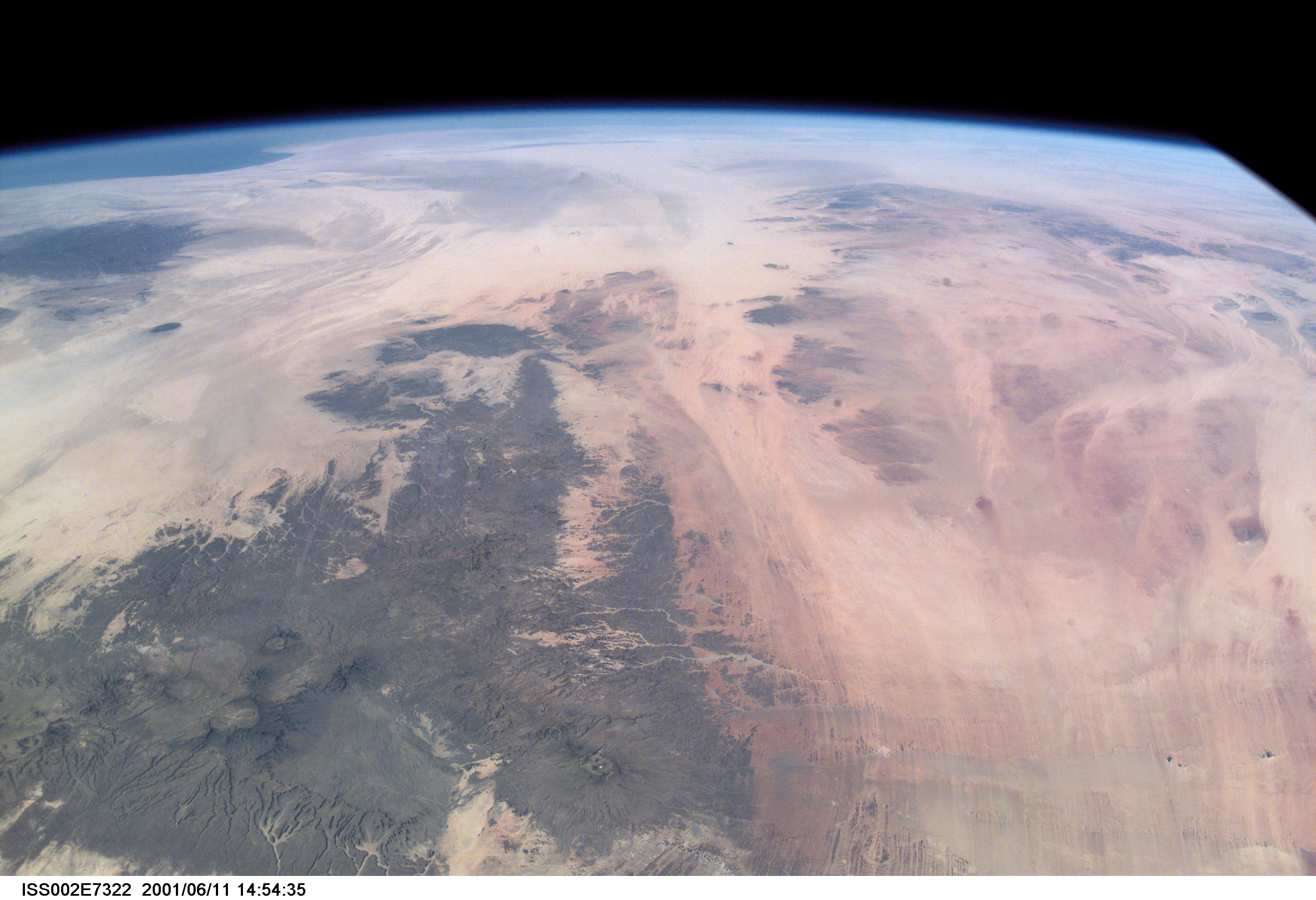
Mouskorbe- und Tarso Emissi-Berggegend im Tibesti nahe Omou

Dies ist eine Liste von Bergen und Erhebungen im Tschad:
| Höhe   | Name           | Provinz         | Koordinate            | Bemerkung                                       |
| ------ | -------------- | --------------- | --------------------- | ----------------------------------------------- |
| 3445 m | Emi Koussi     | Borkou          | 19° 48′ N, 018° 33′ O | höchste Erhebung                                |
| 3376 m | Tarso Emissi   |                 | 21° 21′ N, 018° 36′ O | Alt. Name: Mouskorbe. Alt. Höhenangabe: 3150 m  |
| 3325 m | Tarso Ahon     |                 | 20° 20′ N, 018° 23′ O | Alt. Name: Tarso Taro. Alt. Höhenangabe: 3225 m |
| 3265 m | Tarso Toussidé | Tibesti         | 21° 02′ N, 016° 28′ O |                                                 |
| 3100 m | Tarso Voon     | Tibesti         | 20° 37′ N, 017° 22′ O |                                                 |
| 2000 m | Tarso Tôh      | Tibesti         | 21° 20′ N, 016° 20′ O |                                                 |
| 1360 m | Binim          | Guéra           | 12° 03′ N, 018° 57′ O |                                                 |
| 1236 m | Silagni        | Guéra           | 12° 15′ N, 018° 57′ O |                                                 |
| 1230 m | Nikou          | Guéra           | 12° 07′ N, 018° 49′ O |                                                 |
| 1210 m | Diouga         | Guéra           | 12° 16′ N, 018° 50′ O |                                                 |
| 1201 m | Kopo           | Guéra           | 12° 21′ N, 018° 51′ O |                                                 |
| 1201 m | Sorro          | Guéra           | 12° 21′ N, 018° 51′ O |                                                 |
| 1163 m | Mont Koumbala  | Logone Oriental | 07° 36′ N, 015° 53′ O |                                                 |
| 1091 m | Oua            | Guéra           | 11° 02′ N, 017° 55′ O |                                                 |
| 1068 m | Samki          | Guéra           | 11° 04′ N, 017° 54′ O |                                                 |